# Al Strobel
Albert Michael Strobel (n. 28 ianuarie 1940, Madison, Wisconsin, SUA – d. 2 decembrie 2022, Eugene, Oregon, SUA) a fost un actor american. Acesta era cunoscut pentru rolul lui Phillip Michael Gerard (aka MIKE⁠(d)) din serialul de televiziune Twin Peaks.

## Biografie
Strobel s-a născut în Madison, Wisconsin  Acestași-a pierdut brațul stâng în urma unui accident de mașină pe care l-a suferit când avea 17 ani. În timp ce locuia în Oregon, la începutul anilor 1970, a lucrat în teatru la Universitatea din Oregon⁠(d) și a fost cofondator al Church of the Creative. A filmat un videoclip în cadrul concertului Grateful Dead din 27 august 1972 din Veneta⁠(d) care a ajuns în filmul Sunshine Daydream⁠(d).

## Cariera
Strobel a apărut în producții locale din Eugene, Oregon, de la sfârșitul anilor 1960 până la începutul anilor 80. Acesta a fost vedeta și producătorul piesei de teatru televizate Cântecul lebedei a lui Anton Cehov, care a fost difuzată pe OEPBS și a fost descrisă drept „o premieră pentru televiziunea educațională din Oregon”.
Strobel a avut un rol în Twin Peaks, serialul care l-a transformat într-un star, fără să dea probe sau să-l cunoască pe David Lynch.
Acesta a apărut în seria Twin Peaks și în lungmetrajul Twin Peaks - Ultimele șapte zile ale Laurei Palmer. A mai avut roluri în filmele Shadow Play, Megaville⁠(d) și Ricochet River (cu Kate Hudson). A apărut în producțiile teatrale Romeo și Julieta, Oklahoma!⁠(d) și Richard al III-lea. De asemenea, a apărut în filmul de televiziune Child of Darkness, Chil of Light. S-a pensionat în 2005 și locuia în Eugene, Oregon.
În 2015, Strobel a apărut într-un videoclip în care îl susținea pe regizorul David Lynch, după plecarea sa din echipa de producție al celui de-al treilea sezon al serialului Twin Peaks alături de mulți alți membri ai distribuției. David Lynch s-a întors mai târziu în echipa, iar Strobel și-a reluat rolul lui Philip Gerard. Noul serial a fost difuzat pe Showtime în 2017.

## Moartea
Strobel a murit în Eugene, Oregon, pe 2 decembrie 2022 la vârsta de 82 sau 83 de ani (sursele diferă).

## Filmografie
| An   | Titlu                          | Rol                              | Note            |
| ---- | ------------------------------ | -------------------------------- | --------------- |
| 1986 | Shadow Play                    | Byron                            | [ 14 ] [ 15 ]   |
| 1990 | Sitting Target                 | Man in Dreams                    | Direct-to-video |
| 1990 | Megaville                      | Speaker                          | [ 17 ]          |
| 1992 | Twin Peaks: Fire Walk with Me  | Phillip Michael Gerard, aka Mike | [ 14 ] [ 15 ]   |
| 2001 | Ricochet River                 | One-Armed Man                    | [ 14 ]          |
| 2014 | Twin Peaks: The Missing Pieces | Phillip Michael Gerard           | [ 18 ] [ 19 ]   |

### Seriale
| An        | Titlu                             | Rol                                              | Note                |
| --------- | --------------------------------- | ------------------------------------------------ | ------------------- |
| 1989–1991 | Twin Peaks                        | Phillip Michael Gerard, aka Mike / One-Armed Man | 10 episoade         |
| 1991      | Child of Darkness, Child of Light | Dr. Seville                                      | Film de televiziune |
| 2017      | Twin Peaks                        | Phillip Gerard/Mike                              | 9 episoade          |